# Karl Henke
Karl Henke (22 de julio de 1896 en Berlín - 27 de abril de 1945 en Neutief) fue un oficial ingeniero en el Reichsheer durante la I Guerra Mundial, en el Ejército alemán de entreguerras, el Reichswehr, y en la Wehrmacht.

## Servicio militar, I Guerra Mundial
El servicio militar de Henke se inició en 1914 como cadete en un batallón de ingenieros. Fue promovido a oficial en 1915, pero en 1916 fue gravemente herido y fue incapaz de retornar al servicio en la línea de frente. Ocupando un puesto en Libau, se involucró en el desarrollo de operaciones de desembarco, un área en la que se especializaría por el resto de su carrera.
Continuando su servicio en el Reichswehr y después en la Wehrmacht, para 1939 Henke había sido promovido a Teniente Coronel.

## Servicio militar, II Guerra Mundial
El 1 de septiembre de 1939, Henke estuvo involucrado en la primera batalla importante de la Alemania Nazi en la invasión de Polonia, la Batalla de Westerplatte, donde lideró la compañía de ingenieros de asalto.
Henke estaba destinado a liderar la Operación Nordlicht, el intento de tomar Leningrado en 1942, pero cuando esta fue cancelada fue transferido a Crimea, donde el 17.º Ejército estaba atrapado por las fuerzas soviéticas. Aquí, Henke organizó la evacuación de tropas a través del estrecho de Kerch, una acción por la que recibió la Cruz de Caballero de la Cruz de Hierro, y desde la cabeza de puente de Kuban. Promovido a General Mayor, y seleccionado como comandante sénior de las operaciones de desembarco de la  Wehrmacht, Henke supervisó la evacuación de tropas alemanas de las islas del mar Báltico y desde Estonia a finales de 1944.
A partir de enero de 1945 Henke se hizo responsable del suministro para el 4.º Ejército, atrapado en la bolsa de Heiligenbeil en Prusia Oriental. En esta función fue en parte responsable de la evacuación de hasta un millón de civiles de Prusia Oriental y a través del puerto de Pillau, que fue retenido tanto como fue posible; el 24 de abril fue puesto al mando de la 290.ª División de Infantería, que había sido transportada por mar desde la bolsa de Curlandia. Henke y su unidad finalmente abandonaron Pillau el 25 de abril por las fortificaciones cercanas de Batterie Lehmberg en Neutief en el cordón del Vístula. Después de un fallido intento de romper el cerco alrededor de 200 hombres continuaron resistiendo las sitiadoras fuerzas soviéticas hasta la última ronda a las 15:30 del 27 de abril; Henke, negándose a rendirse, se pegó un tiro. Se ha dicho que el comandante soviético opuesto alabó la valentía de Henke y trató bien a los hombres supervivientes de Henke —conducta inusual para los dos bandos en el frente oriental—.

## Condecoraciones
- Cruz de Hierro (1914)
  - 2.ª Clase
  - 1.ª Clase
- Medalla de herido (1914)
  - en Negro
- Cruz de Honor
- Condecoración al Largo Servicio de la Wehrmacht 4.º de 1.ª Clase
- Medalla de los Sudetes con Barra del Castillo de Praga
- Cruz al Mérito de Guerra con Espadas 
  - 2.ª Clase
- Cruz de Hierro (1939)
  - 2.ª Clase
  - 1.ª Clase
- Cruz de Caballero de la Cruz de Hierro el 4 de agosto de 1943 como Oberst y comandante del Pionier-Landungs-Regiment 770 (motorizado)